# 아펠리아

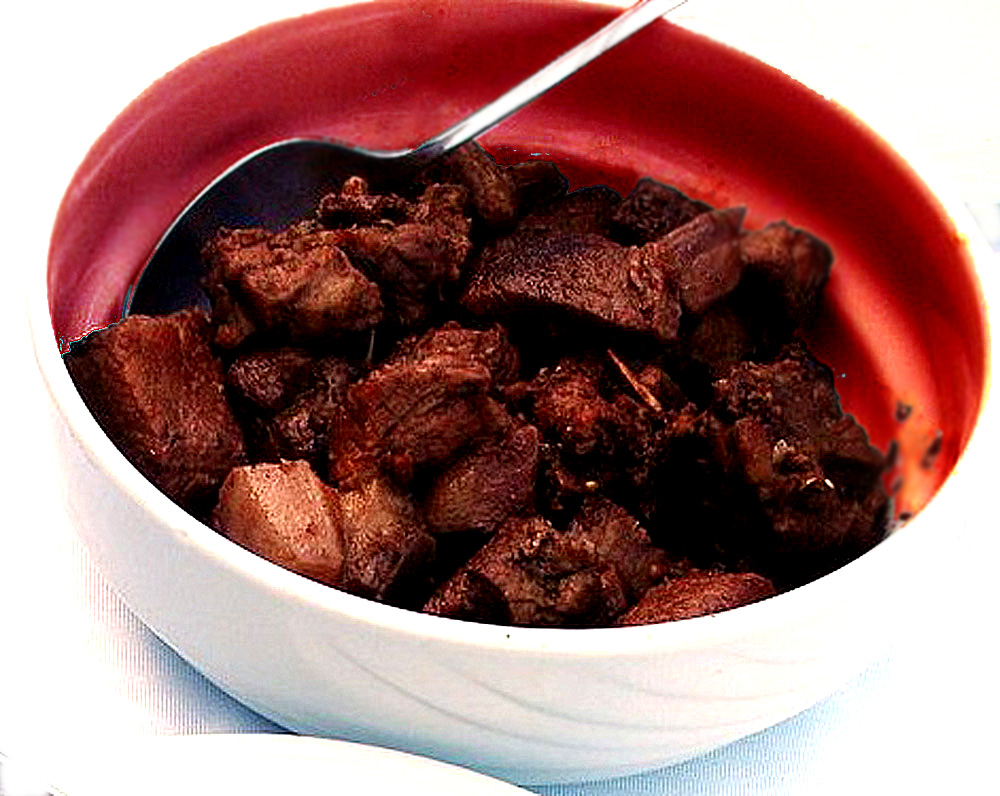
아펠리아 요리

아펠리아(Afelia, 그리스어: αψέλια)는 키프로스의 전통 돼지고기 요리이다. 돼지고기를 굵게 으깬 고수씨와 함께 레드와인에 재운 뒤 조리한 요리이다. 요리를 준비하기 위해 소금, 후추, 기름 등의 재료가 포함된다. 영국 시대(1878년부터)에는 기름 대신 버터를 사용하는 것이 주목되었다. 아펠리아는 일반적으로 감자 요리, 불구르 및 요구르트와 함께 제공된다.